# シエラネヴァダ醸造会社

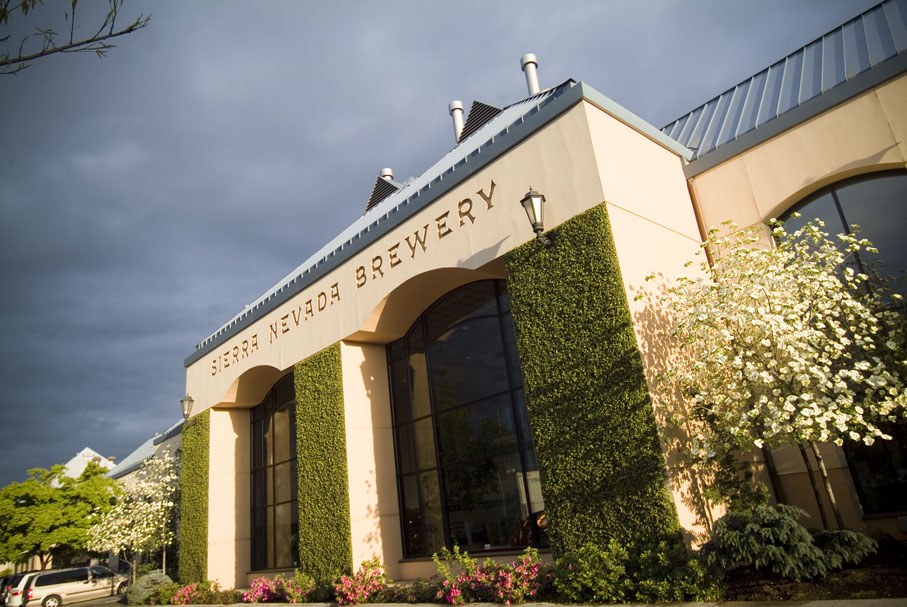
シエラネヴァダ醸造会社の本社（カリフォルニア州チコ）

シエラネヴァダ醸造会社（シエラネヴァダじょうぞうがいしゃ、英語: Sierra Nevada Brewing Company）は米国カリフォルニア州に本社があるビール製造・販売会社である。

## 概要
シエラネヴァダ醸造会社は米国カリフォルニア州に本社があるビール製造・販売会社である。シエラネヴァダ山脈の近くのチコで1990年に創業し、工場はチコとノースカロライナ州アッシュヴィル近くのミルズ・リヴァーにある。
ビールのブランド名はシエラネヴァダで、柑橘類味のPale Aleなどが販売されている。  

## 参照項目
- 米国のおもなビール製造会社とブランド名